# Bobbie Gentry
Bobbie Gentry (* 27. Juli 1942 als Roberta Lee Streeter im Chickasaw County, Mississippi) ist eine US-amerikanische Country-Sängerin, die 1967 durch den Hit Ode to Billie Joe bekannt wurde.

## Werdegang
Die portugiesischstämmige Roberta Streeter wuchs im südlichen Bundesstaat Mississippi auf und zog im Alter von dreizehn Jahren nach Kalifornien. Hier besuchte sie das Los Angeles Conservatory of Music und sammelte bei Auftritten in der lokalen Clubszene erste Erfahrungen als Sängerin. Sie schloss sich verschiedenen Theatergruppen an und arbeitete eine Zeitlang als Tänzerin in Las Vegas. In diesen Jahren nahm sie den Namen Bobbie Gentry an (in Anlehnung an den Film Ruby Gentry).
1967 erhielt Gentry einen Plattenvertrag bei Capitol Records. Bereits ihre erste Single, die mit karger Gitarrenbegleitung fast im Sprechgesang vorgetragene Ode to Billie Joe, die die Begleitumstände eines Selbstmordes schilderte, wurde zum Hit. Das Lied, das ihr drei Grammys und zahlreiche weitere Auszeichnungen einbrachte, hielt sich vier Wochen an der Spitze der US-Charts und platzierte sich hoch in den Country-Charts. Die „Southern Belle“ mit der heiseren Bluesstimme hatte ansatzlos den kommerziellen Durchbruch geschafft.
An diesen Anfangserfolg konnte Bobbie Gentry allerdings zunächst nicht anknüpfen. Okolona River Bottom Band (1967), Louisiana Man (1968), Mornin’ Glory (1968) und Let It Be Me (1969) mit Glen Campbell sowie Fancy (1969) waren kleinere Hits in den Vereinigten Staaten. Mit I’ll Never Fall in Love Again gelang 1969 außerdem der Sprung an die Spitze der UK-Charts. Raindrops Keep Fallin’ on My Head, eine Coverversion des Liedes von B. J. Thomas, platzierte sich 1970 in der britischen Hitparade. Weitere kleine Chartplatzierungen gab es in diesem Jahr für die Singles He Made a Woman Out of Me und Apartment 21. Anfang der 1970er Jahre hatte Gentry kurzzeitig eine eigene Fernsehshow. 1976 kam Ode to Billie Joe als Titelmusik des gleichnamigen Films noch einmal in die Charts. Nach Auftritten in Las Vegas in den 1970er Jahren zog sie sich Anfang der 1980er Jahre komplett aus dem Musikgeschäft zurück.
Gentry war dreimal verheiratet, mit ihrem letzten Ehemann Jim Stafford (verheiratet von 1978 bis 1979) hat sie einen Sohn. Nach ihrem Karriereende widmete sich Gentry anderen Geschäftstätigkeiten. Sie soll das Musikgeschäft verabscheut haben und lehnt bis heute alle Anfragen nach Interviews ab. Nach einem Bericht der Washington Post aus dem Jahr 2016 lebt sie in einer Gated Community nahe Memphis.

## Diskografie

### Alben
| Jahr | Titel                         | Höchstplatzierung, Gesamtwochen, AuszeichnungChartplatzierungen (Jahr, Titel, Platzierungen, Wochen, Auszeichnungen, Anmerkungen) | Höchstplatzierung, Gesamtwochen, AuszeichnungChartplatzierungen (Jahr, Titel, Platzierungen, Wochen, Auszeichnungen, Anmerkungen) | Höchstplatzierung, Gesamtwochen, AuszeichnungChartplatzierungen (Jahr, Titel, Platzierungen, Wochen, Auszeichnungen, Anmerkungen) | Höchstplatzierung, Gesamtwochen, AuszeichnungChartplatzierungen (Jahr, Titel, Platzierungen, Wochen, Auszeichnungen, Anmerkungen) | Höchstplatzierung, Gesamtwochen, AuszeichnungChartplatzierungen (Jahr, Titel, Platzierungen, Wochen, Auszeichnungen, Anmerkungen) | Höchstplatzierung, Gesamtwochen, AuszeichnungChartplatzierungen (Jahr, Titel, Platzierungen, Wochen, Auszeichnungen, Anmerkungen) | Anmerkungen                                             |
| Jahr | Titel                         | DE | AT | CH | UK | US | Country | Anmerkungen                                             |
| ---- | ----------------------------- | --- | --- | --- | --- | --- | --- | ------------------------------------------------------- |
| 1967 | Ode to Billie Joe             | — | — | — | — | US1 (30 Wo.)US | Country1 (24 Wo.)Country |                                                         |
| 1968 | The Delta Sweete              | — | — | — | — | US132 (12 Wo.)US | — |                                                         |
| 1968 | Bobbie Gentry & Glen Campbell | — | — | — | UK50 (1 Wo.)UK | US11 (47 Wo.)US | Country1 (39 Wo.)Country | Charteintritt UK erst im Februar 1970 mit Glen Campbell |
| 1969 | Touch ’Em with Love           | — | — | — | UK21 (1 Wo.)UK | US164 (4 Wo.)US | Country42 (4 Wo.)Country |                                                         |
| 1970 | Fancy                         | — | — | — | — | US96 (17 Wo.)US | Country34 (5 Wo.)Country |                                                         |

grau schraffiert: keine Chartdaten aus diesem Jahr verfügbar
Weitere Alben
- 1968: Local Gentry
- 1971: Patchwork
- 1971: Tobacco Road
- 1973: Ode to Billy Joe – Sound Track (mit Michel Legrand)

### Kompilationen
| Jahr | Titel                     | Höchstplatzierung, Gesamtwochen, AuszeichnungChartplatzierungen (Jahr, Titel, Platzierungen, Wochen, Auszeichnungen, Anmerkungen) | Höchstplatzierung, Gesamtwochen, AuszeichnungChartplatzierungen (Jahr, Titel, Platzierungen, Wochen, Auszeichnungen, Anmerkungen) | Höchstplatzierung, Gesamtwochen, AuszeichnungChartplatzierungen (Jahr, Titel, Platzierungen, Wochen, Auszeichnungen, Anmerkungen) | Höchstplatzierung, Gesamtwochen, AuszeichnungChartplatzierungen (Jahr, Titel, Platzierungen, Wochen, Auszeichnungen, Anmerkungen) | Höchstplatzierung, Gesamtwochen, AuszeichnungChartplatzierungen (Jahr, Titel, Platzierungen, Wochen, Auszeichnungen, Anmerkungen) | Höchstplatzierung, Gesamtwochen, AuszeichnungChartplatzierungen (Jahr, Titel, Platzierungen, Wochen, Auszeichnungen, Anmerkungen) | Anmerkungen |
| Jahr | Titel                     | DE | AT | CH | UK | US | Country | Anmerkungen |
| ---- | ------------------------- | --- | --- | --- | --- | --- | --- | ----------- |
| 1970 | Bobbie Gentry’s Greatest! | — | — | — | — | US180 (2 Wo.)US | — |             |

grau schraffiert: keine Chartdaten aus diesem Jahr verfügbar
Weitere Kompilationen
- 1967: The Capitol Disc Jockey Album October 1967 (mit Murry Wilson, Eddie Heywood, Ann Dee, Al Martino, Dave Cavanaugh)
- 1969: Bobbie Gentry’s Greatest
- 1969: Round-Up (mit Glen Campbell, Tennessee Ernie Ford, Al Martino, The Lettermen)
- 1970: Portrait
- 1971: Your No.1 Fan
- 1972: The Very Best of Bobbie Gentry
- 1974: Bobbie Gentry’s Greatest Hits
- 1983: All I Have to Do Is Dream (mit Glen Campbell)
- 1989: Bobbie Gentry’s Greatest
- 1990: Greatest Hits
- 1991: Country Classics
- 1993: The Best of Bobbie Gentry
- 1995: The Hit Albums
- 2000: Ode to Bobbie Gentry – The Capitol Years
- 2002: An American Quilt 1967–1974
- 2004: Chickasaw County Child: The Artistry Of
- 2005: The Very Best Of
- 2007: The Best of the Capitol Years (2 CDs)
- 2018: The Girl From Chickasaw County - The Complete Capitol Masters (8 CDs)

### Singles
| Jahr | Titel Album                                                  | Höchstplatzierung, Gesamtwochen, AuszeichnungChartplatzierungen (Jahr, Titel, Album, Platzierungen, Wochen, Auszeichnungen, Anmerkungen) | Höchstplatzierung, Gesamtwochen, AuszeichnungChartplatzierungen (Jahr, Titel, Album, Platzierungen, Wochen, Auszeichnungen, Anmerkungen) | Höchstplatzierung, Gesamtwochen, AuszeichnungChartplatzierungen (Jahr, Titel, Album, Platzierungen, Wochen, Auszeichnungen, Anmerkungen) | Höchstplatzierung, Gesamtwochen, AuszeichnungChartplatzierungen (Jahr, Titel, Album, Platzierungen, Wochen, Auszeichnungen, Anmerkungen) | Höchstplatzierung, Gesamtwochen, AuszeichnungChartplatzierungen (Jahr, Titel, Album, Platzierungen, Wochen, Auszeichnungen, Anmerkungen) | Höchstplatzierung, Gesamtwochen, AuszeichnungChartplatzierungen (Jahr, Titel, Album, Platzierungen, Wochen, Auszeichnungen, Anmerkungen) | Anmerkungen                                                                    |
| Jahr | Titel Album                                                  | DE | AT | CH | UK | US | Country | Anmerkungen                                                                    |
| ---- | ------------------------------------------------------------ | --- | --- | --- | --- | --- | --- | ------------------------------------------------------------------------------ |
| 1967 | Ode to Billie Joe                                            | DE23 (4 Wo.)DE | — | — | UK13 (11 Wo.)UK | US1 (20 Wo.)US | Country17 (8 Wo.)Country |                                                                                |
| 1967 | Okolona River Bottom Band The Delta Sweete                   | — | — | — | — | US54 (4 Wo.)US | — |                                                                                |
| 1968 | Louisiana Man The Delta Sweete                               | — | — | — | — | US100 (1 Wo.)US | Country72 (4 Wo.)Country |                                                                                |
| 1968 | Mornin’ Glory Bobbie Gentry & Glen Campbell                  | — | — | — | — | US74 (6 Wo.)US | — | mit Glen Campbell                                                              |
| 1969 | Let It Be Me Bobbie Gentry & Glen Campbell                   | — | — | — | — | US36 (9 Wo.)US | Country14 (14 Wo.)Country | mit Glen Campbell                                                              |
| 1969 | I’ll Never Fall in Love Again Touch ’Em with Love            | DE27 (4 Wo.)DE | — | — | UK1 (19 Wo.)UK | — | — |                                                                                |
| 1969 | Fancy                                                        | — | — | — | — | US31 (14 Wo.)US | Country26 (12 Wo.)Country |                                                                                |
| 1969 | All I Have to Do Is Dream Bobbie Gentry’s Greatest Hits      | — | — | — | UK3 (14 Wo.)UK | US27 (10 Wo.)US | Country6 (13 Wo.)Country | mit Glen Campbell, Autor: Boudleaux Bryant Original: The Everly Brothers, 1958 |
| 1970 | Raindrops Keep Fallin’ on My Head Fancy                      | — | — | — | UK40 (4 Wo.)UK | — | — | Autoren: Hal David, Burt Bacharach Original: B. J. Thomas, 1969                |
| 1970 | He Made a Woman Out of Me Fancy                              | — | — | — | — | US71 (5 Wo.)US | — |                                                                                |
| 1970 | Apartment 21                                                 | — | — | — | — | US81 (6 Wo.)US | — |                                                                                |
| 1976 | Ode to Billy Joe – Main Title Ode to Billy Joe – Sound Track | — | — | — | — | US65 (4 Wo.)US | — |                                                                                |

grau schraffiert: keine Chartdaten aus diesem Jahr verfügbar
Weitere Singles
- 1967: I Saw an Angel Die
- 1968: Sweet Peony
- 1968: The Fool on the Hill
- 1968: Less of Me (mit Glen Campbell)
- 1969: Touch ’Em with Love
- 1970: If You Gotta Make a Fool of Somebody
- 1971: But I Can’t Get Back
- 1971: Somebody Like Me
- 1972: The Girl from Cincinnati
- 1975: Another Place – Another Time
- 1976: There’ll Be Time (Love Theme)
- 1978: Steal Away

## Auszeichnungen
| Jahr | Org.   | Award                                     | Titel                         |
| ---- | ------ | ----------------------------------------- | ----------------------------- |
| 1967 | ACM    | Top New Female Vocalist                   |                               |
| 1968 | Grammy | Best Vocal Performance, Female            | Ode to Billie Joe             |
| 1968 | Grammy | Best New Artist                           |                               |
| 1968 | Grammy | Best Contemporary Female Solo Performance | Ode to Billie Joe             |
| 1968 | ACM    | Album of the Year                         | Glen Campbell & Bobbie Gentry |